# Мелвін Тейлор
Мелвін Тейлор (англ. Melvin Taylor; нар. 13 березня 1959 у м. Джексоні, Міссісіпі)  — американський блюзовий музикант.

## Біографія
Народився 13 березня 1959 року у м. Джексоні, Міссісіпі. У 1962 році його родина переїхала до Чикаго.
В юності приєднався до гурту The Transistors, який грав переважно поп-музику у нічних клубах у 1970-х роках. Коли на початку 1980-х років гурт розпався, Тейлор почав грати блюз у клубах Вест-Сайду у Чикаго.
У 1980-х роках Тейлор приєднався до гурту Пайнтопа Перкінса The Legendary Blues Band, з яким вирушив на гастролі в Європу.
У 2019 році виступив на джазовому фестивалі у Монтре.

## Дискографія
- 1982 Blues on the Run (Evidence)
- 1984 Melvin Taylor Plays the Blues for You (Evidence)
- 1995 Melvin Taylor & the Slack Band (Evidence)
- 1997 Dirty Pool (Evidence)
- 2000 Bang That Bell (Evidence)
- 2002 Rendezvous With the Blues (Evidence)
- 2010 Beyond the Burning Guitar (Eleven East)
- 2012 Sweet Taste of Guitar (Melvin Taylor Productions)
- 2013 Taylor Made (Eleven East)